# Suctobelbella rotunda
Suctobelbella rotunda är en kvalsterart som beskrevs av Chinone 2003. Suctobelbella rotunda ingår i släktet Suctobelbella och familjen Suctobelbidae. Inga underarter finns listade i Catalogue of Life.